# Арета Печерски
Преподобни Арета, познат као Арета Затворник и Арета Печерски је руски православни светитељ. Живео је у 12. веку. Био је монах у Кијевско-Печерском манастиру.
Родом је био из града Полоцка. По манастирском предању у својој келији је кришом чувао велико богатство, и био страховита тврдица. Једне ноћи наишли су лупежи и украли му сву имовину. Тада он од велике туге и муке умало не изврши самоубиство. У трагању за украденим благом он стаде нападати невине, а многе и мучити безразложно. Сва братија га је молила да се мане таквог трагања и упућивала га на молитву. Након неколико дана монах Арета се тешко разболео, и био скоро на самрти. Тада је имао је виђење које је описао речима: „Ја видех где дођоше к мени анђели и гомила ђавола, и почеше се препирати о украденом богатству мом. Ђаволи говораху: Он не одаде хвалу Богу за то већ похули; стога је он наш, и треба да буде предат нама. - Анђели пак рекоше мени: О, несрећни човече! да си ти узнео благодарност Богу за украдену ти имовину, то би ти се урачунало у милостињу, као Јову; јер велику заслугу има пред Богом ко чини милостињу по својој доброј вољи. А ако неко насилну отимачину подноси с благодарношћу, која замењује добру вољу, тај бива кушан од ђавола. Јер ђаво наноси штету човеку, желећи да човека изазове на хуљење. Међутим благодарни човек све препушта Богу, те у таком случају и губитак постаје раван милостињи. Када ми анђели рекоше то, ја завапих: Господе, опрости! Господе, сагреших! Све је Твоје; ја не жалим за украденим! - Тада ђаволи одмах ишчезоше. А анђели се обрадоваше, и урачунавши ми украдено сребро у милостињу, отидоше.“ Чувши то, братија манастира прослави Бога а Арета од тог времена потпуно измени свој живот и своју нарав.
Остатак живота Арета је провео у усрдној молитви, посту и покајању, показујући ревност у сиротовању и послушности.
Умро је 1190. године. Руска православна црква га је канонизовала 1661. године.
Православна црква прославља преподобног Арету печерског 24. октобра по јулијанском календару.